# Каддо (озеро)
Каддо (англ. Caddo Lake) — водохранилище в штатах Техас и Луизиана, США.

## География
Каддо расположено на реке Ред-Ривер в западной части прихода Каддо штата Луизиана, а также в северной части округа Гаррисон и южной части округа Марион штата Техас. Его площадь составляет около 103 км², средняя глубина — 2 метра. Со стороны Техаса на берегу озера расположены поселения Суонсон-Лендинг и Ансётн, со стороны Луизианы — Мурингспорт и Ойл-Сити. Западное побережье водохранилища является парком штата.
Водохранилище, как и несколько других топонимов региона, получило своё название в честь конфедерации индейских племён каддо, издавна проживавших здесь.
Водохранилище широко известно своим кипарисовым лесом, одним из крупнейших на планете. Вдоль восточного берега озера проходит автодорога Шоссе 1.

## История
Согласно легенде индейцев каддо, озеро появилось в 1812 году в результате серии сильных землетрясений в регионе. Эта версия вполне имеет право на существование, так как именно в результате тех катаклизмов возникло озеро Рилфут в Теннесси. Многие геологи считают, что озеро Каддо появилось из-за гигантского, длиной около 160 километров, скопления поваленных деревьев (англ. log jam), которые тогда запрудили Ред-Ривер, а бобры дополнительно укрепили их.
В начале XIX века коренные каддо, издавна обитавшие здесь, были изгнаны с берегов озера пришедшими сюда белыми поселенцами, которые начали развивать экономику, соорудив несколько портов по берегам и развивая пароходное сообщение по Ред-Ривер. Большое количество полузатопленных деревьев и коряг серьёзно затрудняли навигацию по реке, поэтому её полномасштабной очисткой занялся изобретатель Генри Шрив, а позднее — Инженерные войска США. Их труды к 1874 году принесли ощутимые результаты: навигация стала проще, но в то же время озеро обмелело почти на 4 метра, что привело к почти полному уничтожению индустрии речного сообщения в Восточном Техасе. В 1900-х годах под озером была разведана нефть. В 1913—1914 годах исследование озера проводил эколог Лайонел Джейнс, который сообщил, что, по его расчётам, озеро возникло в 1770-х годах. В 1914 году на озере была сооружена плотина, которая позволила поднять уровень воды, и разводной мост длиной около километра, который напрямую соединил Мурингспорт и Ойл-Сити. В 1910-х годах на озере заработал один из первых экспериментальных образцов нефтяной платформы. Очень скоро над поверхностью озера начали одна за одной появляться нефтяные вышки, глубина бурения достигала 666 метров, экологическое состояние Каддо стало стремительно ухудшаться.
К середине 1930-х годов нефтяные месторождения под озером были почти опустошены, компании стали покидать регион. В 1933 году западное побережье водохранилища площадью 1,9 км² стало парком штата с одноимённым названием. В 1942 году в поселении Карнак, находящемся примерно в 6 километрах к западу от озера, заработал военный завод Longhorn Army Ammunition Plant, что также не лучшим образом сказывалось на экологии озера. Завод был закрыт в 1997 году. В 1968—1971 годах была произведена капитальная модернизация плотины.
В 1992 году был основан Институт озера Каддо. В 1993 году попытки сохранить и восстановить экологию озера вышли на новый уровень: 28 км² его площади взяла под свою защиту благотворительная природоохранная организация The Nature Conservancy. В результате этого уже 23 октября того же года озеро Каддо стало одним из 13 водных объектов США, включённых в Рамсарскую конвенцию. Согласно исследованиям 2003 года животный мир озера и его побережья насчитывал 189 видов деревьев (особенно болотный кипарис, покрытый густым испанским мхом) и кустарников, 75 видов трав, 216 видов птиц, 90 видов рыб и рептилий (в том числе аллигаторы и расписные черепахи) и 47 видов млекопитающих. 44 из всех этих видов относились к вымирающим, находящимся под угрозой или редким.
С 2001 по 2003 год жители прибрежных поселений судились с городом Маршалл, расположенным примерно в 28 километрах юго-западнее города, претендовавшим на право распоряжаться водой озера Каддо.
В 2006 год на телеканале Travel Channel вышел документальный фильм «Бигфут», рассказывающий о многочисленных наблюдениях этой полумифической человекообразной обезьяны у берегов озера.
Последнее время водохранилище сильно зарастает плавающим папоротником Salvinia molesta, которая очень быстро размножается и вытесняет другую жизнь. Впервые обнаруженная здесь в 2006 году на площади около 8000 м², за два года она заняла более 4 км² поверхности озера, то есть увеличив свой ареал примерно в 500 раз.
Осенью 2010 года на озере происходила значительная часть съёмок фильма «Челюсти 3D».